# Lange Straße (Rostock)

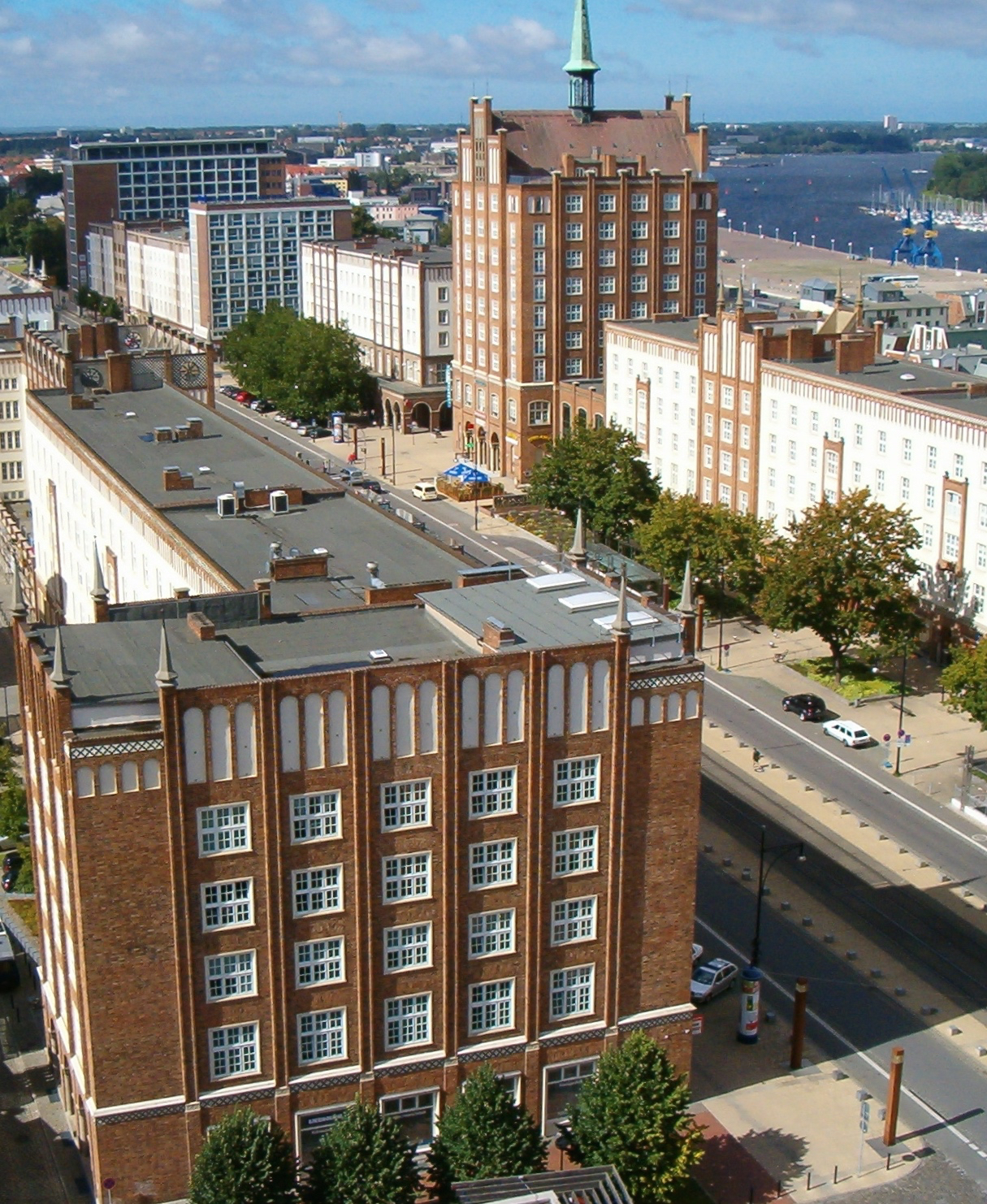
Blick in die Lange Straße vom Turm der Marienkirche aus. Dahinter die Unterwarnow.

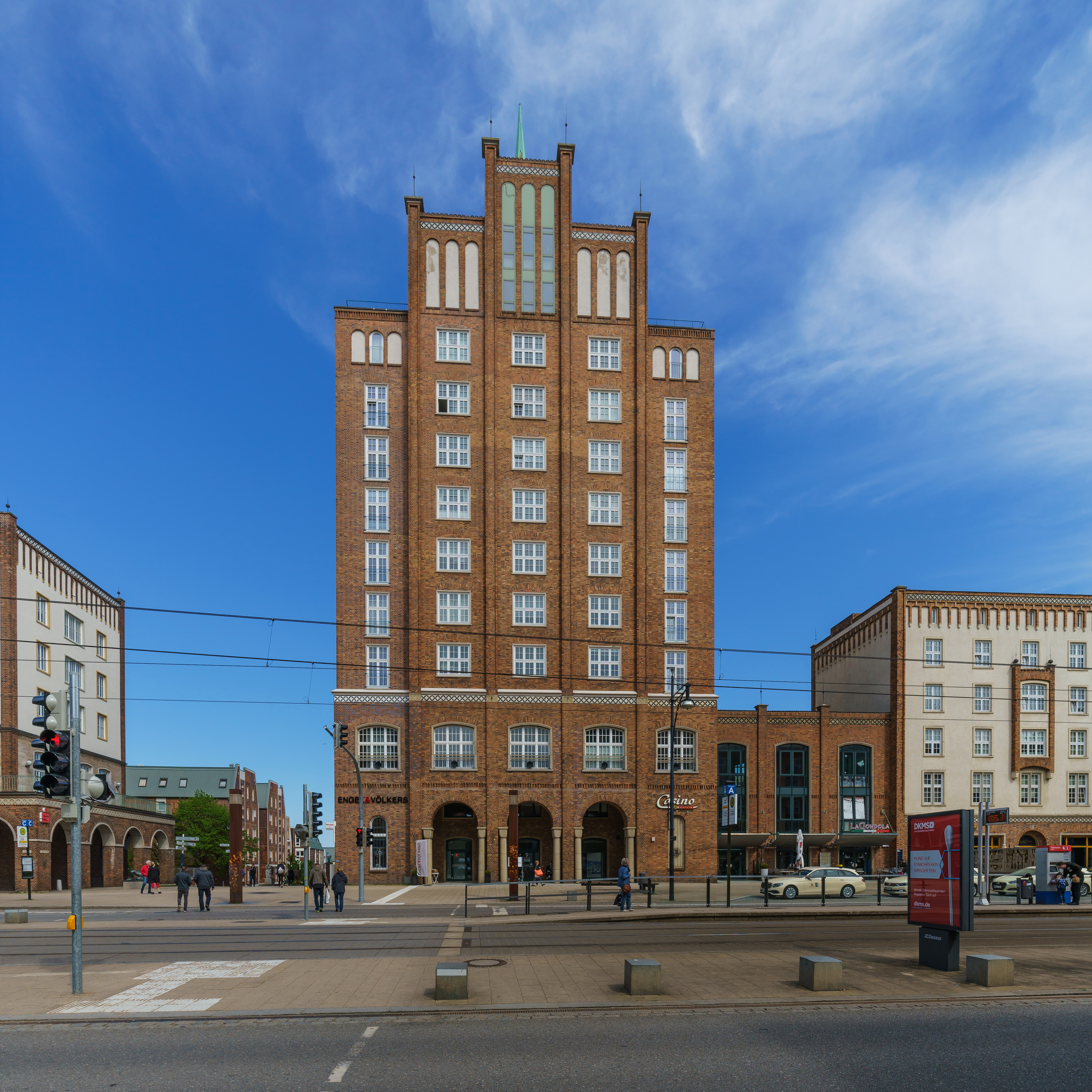
Hochhaus an der Langen Straße im Stil eines backsteingotischen Giebelhauses, ein Wahrzeichen Rostocks (ehemals „Carl-Zeiss-Gebäude“ genannt)

Die Lange Straße in Rostock ist eine der beiden West-Ost-Verbindungen im historischen Stadtkern der Hansestadt. Sie führt von der Kröpeliner-Tor-Vorstadt zum Neuen Markt. Die zweite entsprechende Verbindung ist die südlicher gelegene Kröpeliner Straße, die heute eine Fußgängerzone ist.
Seit 1979 steht die Lange Straße als Gesamtanlage unter Denkmalschutz.

## Geografische Lage
Die Lange Straße ist Teil des gitternetzförmigen Straßensystems der Rostocker Neustadt. Quer zu ihr münden die in Richtung zum Stadthafen an der Unterwarnow verlaufenden Straßen Himmelfahrtsstraße, Fischerstraße, Grapengießerstraße, Badstüberstraße, Schnickmannstraße, Wokrenterstraße und die Lagerstraße, die die Grenze zur Mittelstadt darstellt. Außerdem führten von der Langen Straße sieben Straßen zur Kröpeliner Straße in südlicher Richtung: die Baustraße, die Kuhstraße, die Apostel-, die Pädagogien- und die Breite Straße, ferner die Eselföterstraße und die Faule Grube.

## Geschichte

### Vor dem Zweiten Weltkrieg
Historisch hatte die Lange Straße im Gegensatz zu der heute aus Kröpeliner Straße, Hopfenmarkt und Blutstraße gebildeten südlicher gelegenen Verkehrsachse eher untergeordnete Bedeutung. Hier standen schlichte Zweckbauten, Buden und einfachere Giebelhäuser. Die Hochwertigkeit der Bebauung nahm allerdings in Richtung Osten zu. Bis zum Bau der Steintor-Vorstadt an der vorletzten Jahrhundertwende war sie die längste Straße Rostocks. Sehr viele Häuser in der Langen Straße wurden im späten 19. und frühen 20. Jahrhundert im Stil des Historismus umgebaut, wie z. B. das Mecklenburgische Oberlandesgericht (Nummer 65) an der Ecke zur Badstüberstraße. Die historische Lange Straße wurde während des Vier-Nächte-Bombardements durch die Royal Air Force im Zweiten Weltkrieg vom 23. bis zum 27. April 1942 zum größten Teil vernichtet, lediglich im Abschnitt zwischen Schnickmann- und Wokrenterstraße blieben einige Gebäude stehen.

### Wiederaufbau

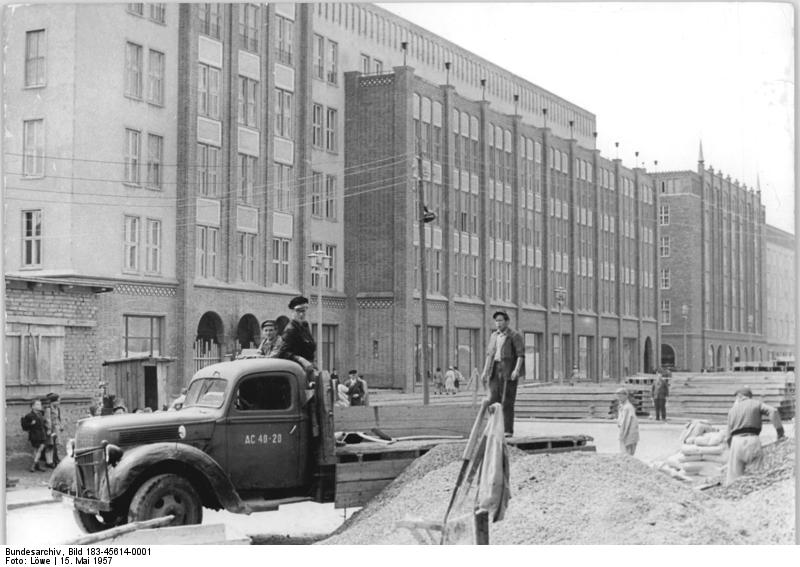
Bauarbeiten 1957 (Südseite)

#### Konzept
Im Zuge des Wiederaufbaus der Innenstadt, der 1949 einsetzte, wollte die Staatsführung der DDR das Erscheinungsbild der Stadt als bedeutendstem Hafen der Republik durch eine prachtvolle, monumentale Magistrale unterstreichen. Sie sollte das neue, sozialistische Rostock symbolisieren. Am 30. Januar 1953 setzte Walter Ulbricht den Grundstein für die neue Hauptstraße, die dazu auch verlängert wurde: auf der östlichen Seite um die historische Schmiedestraße (zwischen Ecke Lagerstraße und Burgwall) und die Gasse Bei der Marienkirche (nördlich der Marienkirche zwischen Ecke Burgwall und Koßfelderstraße), auf der anderen Seite um die westlich anschließenden Straßenzüge Bussebart und Beim Grünen Tor. Weiter wurden die im Zweiten Weltkrieg erhalten gebliebenen drei von zehn Häusern auf der Nordseite des Neuen Marktes abgerissen, so dass die Lange Straße direkt mit dem Neuen Markt verbunden war. Von 1953 bis 1957 hieß sie Straße des Nationalen Aufbauwerks.

#### Bebauung

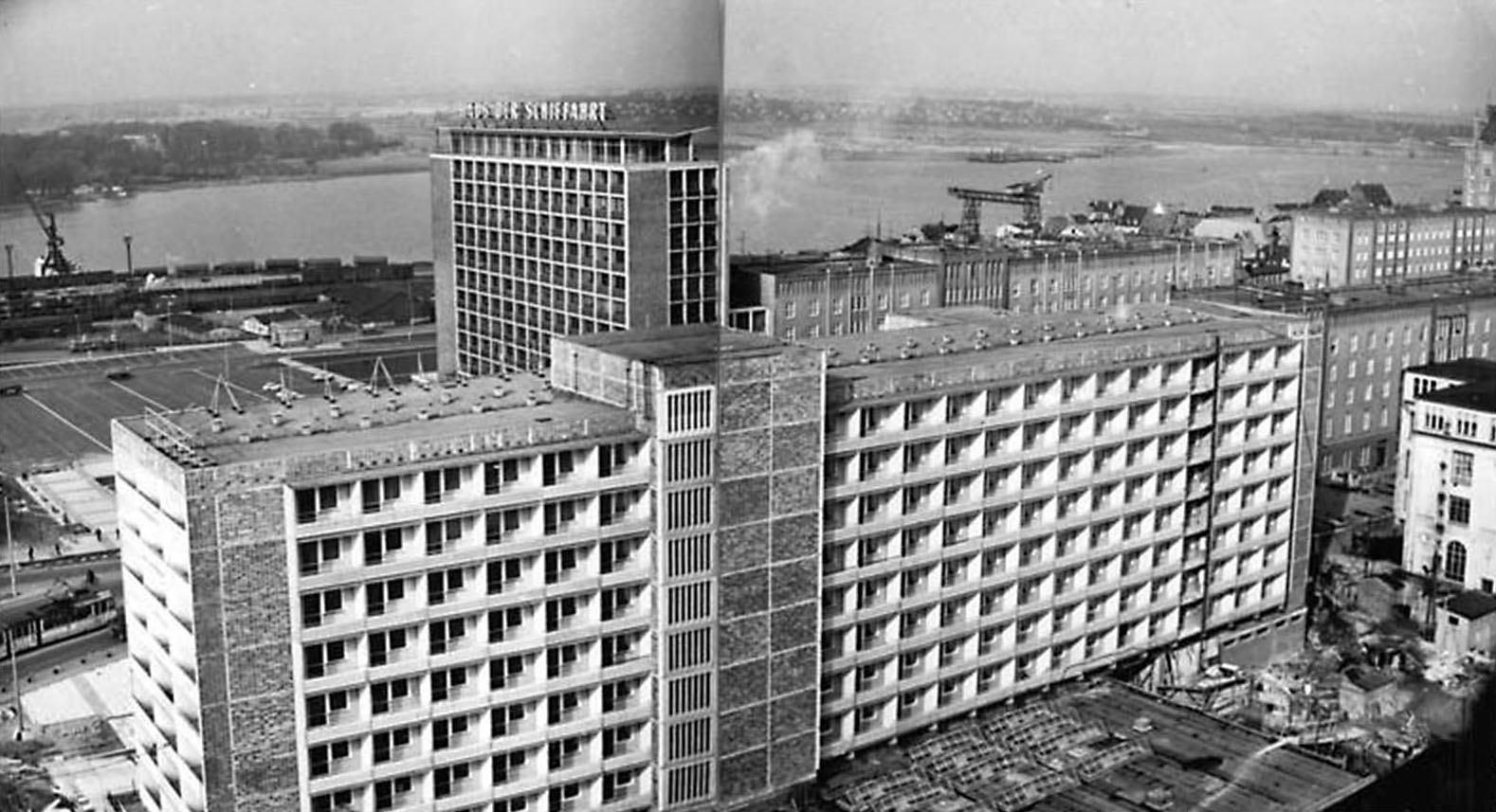
Haus der Schiffahrt und Hotel Warnow, April 1967

Zwischen 1950 und 1952 entstanden einzelne Neubauten wie das moderne (später umgestaltete) HO-Warenhaus an der Ecke Breite Straße, oder das in den 1960er Jahren wieder abgerissene Wasserstraßenhauptamt auf der Nordseite der Langen Straße. Wie die neuere Forschung herausgestellt hat, sollte die Magistrale im Ganzen nicht zunächst im Stil des sozialistischen Klassizismus projektiert werden. Die ab 1952 entwickelte Planung beinhaltete von Anfang an die Auflage, lokale „Rostocker“ Bautraditionen aufzugreifen. So wurde schließlich bei der Fassadengestaltung auf Zierelemente der norddeutschen Backsteingotik wie Rosetten, Staffelgiebel und Fialen zurückgegriffen. Spätere, in den 1960er Jahren errichtete Gebäude weisen weniger Fassadendetails auf, stehen in ihrer Materialität aber ebenfalls in der lokalen Bautradition. Am nachkriegsmodernen „Haus der Schiffahrt“ im Westen wurden beispielsweise die geschlossenen Wandflächen mit Backstein verkleidet.
Sowohl in ihrer Breite als auch in der Höhe ihrer Bebauung hob sich die neue Lange Straße von den mittelalterlichen Dimensionen ihres Umfeldes weit ab. Wegen ihrer geplanten Funktion als Aufmarschstraße war sie dreimal so breit wie das historische Original, in der Höhe übertraf sie nur die benachbarte Marienkirche nicht. Ihr höchstes Gebäude ist das mit einem kupfernen Dachreiter und Glockenstuhl bekrönte Haus an der Ecke Schnickmannstraße, das in der Silhouette der Stadt die im Krieg ausgebrannte, später eingestürzte und 1960 endgültig abgetragene Jakobikirche ersetzt. Wegen ihrer Breite und dem dadurch ermöglichten Verkehr stellt die Lange Straße bis heute einen Riegel zwischen der sogenannten Nördlichen Altstadt und der Stadtmitte dar.
Rostfarbene Stelen entlang der Langen Straße markieren die Positionen der nach Norden und Süden führenden Straßen im historischen Rostocker Straßennetz.

## Verkehr

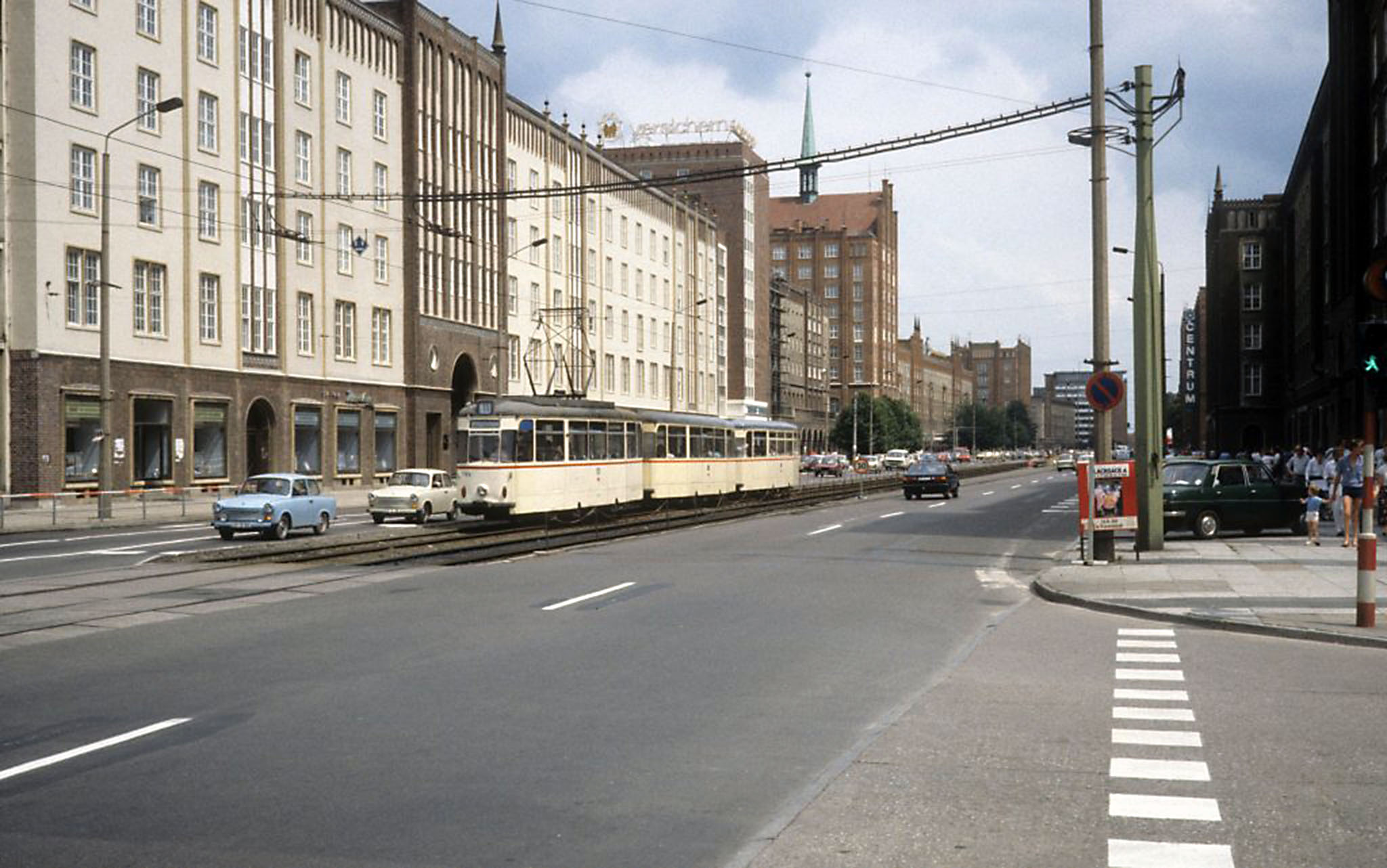
Seit dem Wiederaufbau vierspurig mit der Straßenbahn-Trasse in der Mitte. Aufnahme 1990

Um die Innenstadt vom Durchgangsverkehr zu entlasten, wurde 2003 der Neue Markt für den Kraftverkehr weitestgehend gesperrt und im August 2007 die Verbindungsstraße zur Straße Am Strande fertiggestellt. Dadurch hat das Verkehrsaufkommen in der Langen Straße stark abgenommen. Die Anzahl der Fahrstreifen wurde auf einen je Richtung verringert, Radfahrstreifen wurden angelegt, das Überqueren der Straße für Fußgänger erleichtert. Heute können Kraftfahrer in nördliche Richtung die Lange Straße über die Badstüberstraße und den Burgwall verlassen, nach Süden über die Pädagogienstraße und die Faule Grube.
1960 wurde die Straßenbahn von der engen Kröpeliner Straße in die Lange Straße verlegt. Sie hat dort heute zwei Haltestellen: Kröpeliner Tor am westlichen Ende und Lange Straße etwa in der Mitte. Die nächstfolgende Haltestelle liegt dann bereits auf dem Neuen Markt. Diese Straßenbahnstrecke durch die Lange Straße ist Teil des Rostocker Straßenbahnrings um die Innenstadt und wird von den Linien 1, 4, 5 und 6 befahren. 
2021 wurde die Lange Straße  als Fahrradstraße eingerichtet.